# Малолюбашанская сельская община
Малолюбашанская сельская община (укр. Малолюбашанська сільська громада) — территориальная община в Ровненском районе Ровненской области Украины.
Административный центр — село Малая Любаша.
Население составляет 6763 человека. Площадь — 413,5 км².
В соответствии с распоряжением Кабинета Министров Украины от 12 июня 2020 года, в состав общины вошла территория Малолюбашанского, Мащанского и Мирненского сельских советов упразднённого Костопольского района.

## Населённые пункты
В состав общины входит 11 сёл:
- Малая Любаша
- Мащанский старостинский округ:
  - Глажева
  - Каменная Гора
  - Маща
  - Лесополь
  - Новый Берестовец
- Мирненский старостинский округ:
  - Борщовка
  - Данчимост
  - Мирное
  - Моквин
  - Тихое